# Station Nørresundby
Station Nørresundby was een station in Nørresundby in de gemeente Aalborg in Denemarken. Het station lag aan de lijn Aalborg - Frederikshavn. 
Nørresundby kreeg een station in 1871. Het was toen het eindstation van de lijn naar Hjørring en Frederikshavn. In 1879 werd een spoorbrug gebouwd  over de Limfjord waarna de lijn werd  doorgetrokken naar Aalborg. Vanaf Nørresundby werden in 1897-1899 zijlijnen aangelegd naar Fjerritslev en Frederikshavn.
In 1907 werd het huidige stationsgebouw geopend. Het is een ontwerp van Heinrich Wenck. Hoewel het in 1972 werd gesloten voor reizigersvervoer is het gebouw nog aanwezig.
In 2002 werd bij de aanleg van Aalborg Nærbane een nieuw station gebouwd dat iets ten noorden van het voormalige station ligt.
248,4: Aalborg ·
Aalborg Vestby ·
Nørresundby ·
251,0: Lindholm ·
Hvorupgård ·
263,4: Sulsted ·
Tylstrup ·
274,8: Brønderslev ·
Em ·
284,7: Vrå ·
Gunderup ·
Hæstrup ·
296,6: Hjørring ·
Sønderskov ·
310,2: Sindal ·
317,4: Tolne ·
323,8: Kvissel ·
Elling ·
333,3: Frederikshavn ·